# Oliver Wolcott junior

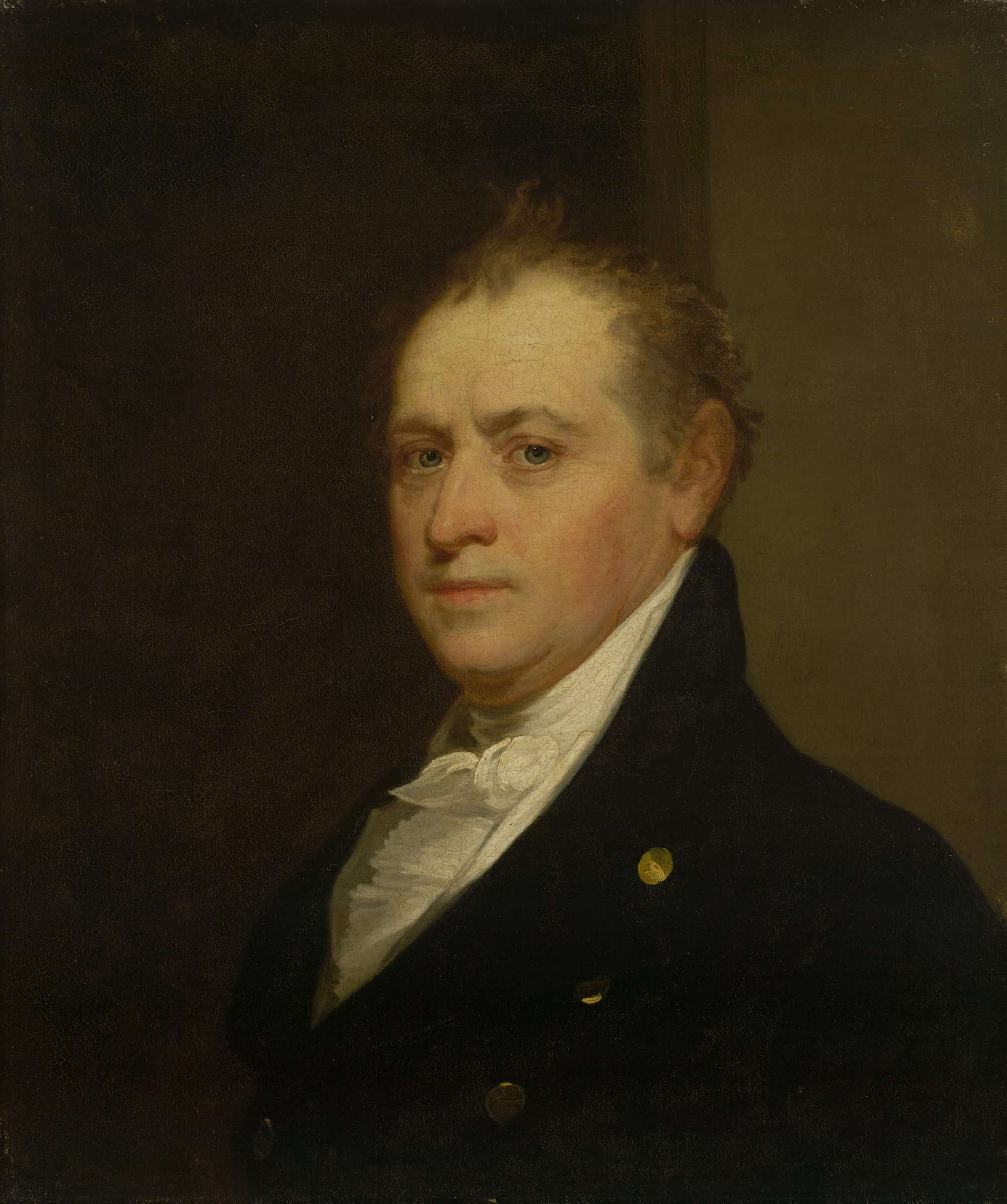
Oliver Wolcott junior

Oliver Wolcott Jr. (* 11. Januar 1760 in Litchfield, Colony of Connecticut; † 1. Juni 1833 in New York City) war ein US-amerikanischer Politiker und der zweite Finanzminister der Vereinigten Staaten. Außerdem amtierte er von 1817 bis 1827 als siebter Gouverneur des Bundesstaates Connecticut.

## Leben
Wolcott studierte Rechtswissenschaften u. a. an der renommierten Yale University. Von 1777 bis 1779 diente er in der Kontinentalarmee. Seine politische Karriere begann, als er in einem Rechtsstreitigkeit 1784 zwischen dem Staat Connecticut und den Vereinigten Staaten zu vermitteln half. Zwischen 1788 und 1795 war er für das Finanzministerium als Rechnungsprüfer tätig.
1795 berief ihn Präsident George Washington als Finanzminister (Secretary of the Treasury) in sein Kabinett. Wolcott trat fünf Jahre darauf zurück, weil er zu unbeliebt war. Seine Unpopularität rührte vor allem von einer harten Kampagne gegen ihn her. Ihm wurde fälschlicherweise vorgeworfen, das State Department in Brand gesetzt zu haben. Präsident John Adams ernannte ihn am 18. Februar 1801 zum Bundesrichter am United States Circuit Court für den zweiten Gerichtskreis; nachdem Adams’ Nachfolger Thomas Jefferson diesen Gerichtshof wieder abgeschafft hatte, verlor Wolcott folglich am 1. Juli 1802 auch sein Richteramt.
Von 1803 bis 1815 war er in der Privatwirtschaft tätig. 1817 wurde er als Mitglied der Föderalistischen Partei Gouverneur von Connecticut und trat damit in die Fußstapfen seines Vaters Oliver Wolcott sowie seines Großvaters, des kolonialen Gouverneurs Roger Wolcott. Seine Amtszeit war geprägt von wirtschaftlichem Wachstum und einer gemäßigten Politik. Außerdem zeichnet Wolcott mitverantwortlich für die 1818 in Kraft getretene Verfassung des Bundesstaates.